# Qualificazioni al campionato europeo maschile under 23 di calcio 1976

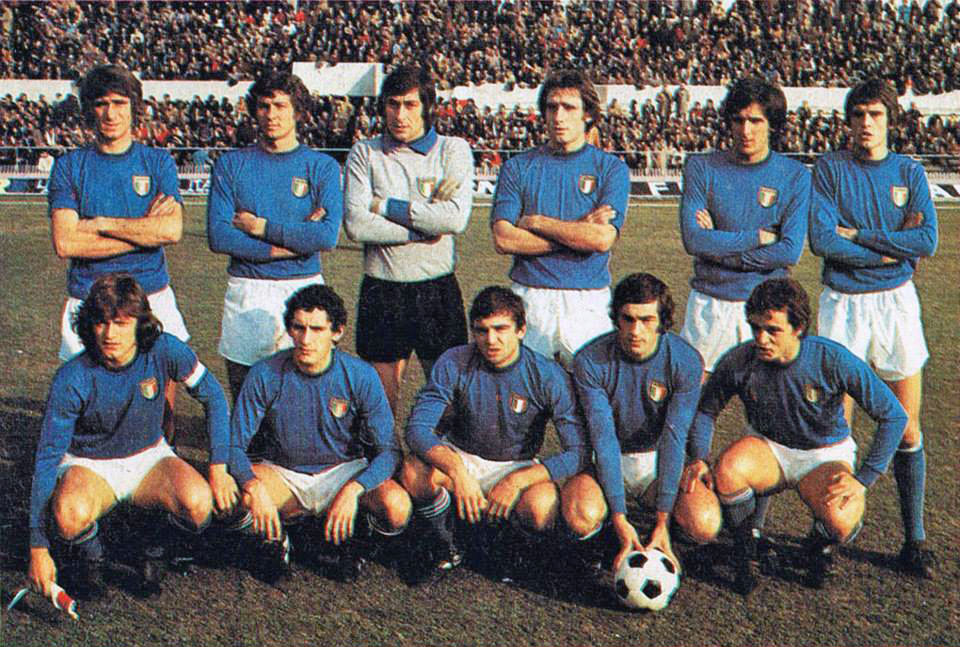
La formazione italiana scesa in campo a Roma il 14 gennaio 1976 per la sfida contro i pari età olandesi

## Risultati

### Gruppo 1
| Squadra        | P.ti | G | V | N | P | GF | GS | DR |
| -------------- | ---- | - | - | - | - | -- | -- | -- |
| Inghilterra    | 7    | 4 | 3 | 1 | 0 | 9  | 4  | +5 |
| Portogallo     | 3    | 4 | 1 | 1 | 2 | 5  | 6  | -1 |
| Cecoslovacchia | 2    | 4 | 0 | 2 | 2 | 3  | 7  | -4 |

| Londra 29 ottobre 1974 | Inghilterra | 3 – 1 | Cecoslovacchia |  |

| Lisbona 19 novembre 1974 | Portogallo | 2 – 3 | Inghilterra |  |

| Faro 30 aprile 1975 | Portogallo | 2 – 0 | Cecoslovacchia |  |

| Trnava 28 ottobre 1975 | Cecoslovacchia | 1 – 1 | Inghilterra |  |

| Teplice 12 novembre 1975 | Cecoslovacchia | 1 – 1 | Portogallo |  |

| Londra 18 novembre 1975 | Inghilterra | 2 – 0 | Portogallo |  |

### Gruppo 2
| Squadra     | P.ti | G | V | N | P | GF | GS | DR |
| ----------- | ---- | - | - | - | - | -- | -- | -- |
| Ungheria    | 7    | 4 | 3 | 1 | 0 | 11 | 2  | +9 |
| Austria     | 4    | 4 | 1 | 2 | 1 | 6  | 6  | 0  |
| Lussemburgo | 1    | 4 | 0 | 1 | 3 | 2  | 11 | -9 |

| Lussemburgo 23 ottobre 1974 | Lussemburgo | 0 – 3 | Ungheria |  |

| Esch-sur-Alzette 13 novembre 1974 | Lussemburgo | 1 – 3 | Austria |  |

| Vienna 2 aprile 1975 | Austria | 2 – 2 | Ungheria |  |

| Szolnok 23 settembre 1975 | Ungheria | 2 – 0 | Austria |  |

| Vienna 15 ottobre 1975 | Austria | 1 – 1 | Lussemburgo |  |

| Körmend 19 ottobre 1975 | Ungheria | 4 – 0 | Lussemburgo |  |

### Gruppo 3
| Squadra    | P.ti | G | V | N | P | GF | GS | DR |
| ---------- | ---- | - | - | - | - | -- | -- | -- |
| Jugoslavia | 6    | 4 | 2 | 2 | 0 | 7  | 2  | +5 |
| Svezia     | 5    | 4 | 2 | 1 | 1 | 6  | 6  | 0  |
| Norvegia   | 1    | 4 | 0 | 1 | 3 | 1  | 6  | -5 |

| Belgrado 30 ottobre 1974 | Jugoslavia | 2 – 0 | Norvegia |  |

| Kramfors 5 giugno 1975 | Svezia | 1 – 1 | Jugoslavia |  |

| Hønefoss 8 giugno 1975 | Norvegia | 0 – 0 | Jugoslavia |  |

| Sandefjord 30 giugno 1975 | Norvegia | 0 – 2 | Svezia |  |

| Trollhättan 13 agosto 1975 | Svezia | 2 – 1 | Norvegia |  |

| Karlovac 15 ottobre 1975 | Jugoslavia | 4 – 1 | Svezia |  |

### Gruppo 4
| Squadra   | P.ti | G | V | N | P | GF | GS | DR |
| --------- | ---- | - | - | - | - | -- | -- | -- |
| Scozia    | 8    | 4 | 4 | 0 | 0 | 11 | 2  | +9 |
| Romania   | 3    | 4 | 1 | 1 | 2 | 8  | 9  | -1 |
| Danimarca | 1    | 4 | 0 | 1 | 3 | 4  | 12 | -8 |

| Bucarest 12 ottobre 1974 | Romania | 6 – 2 | Danimarca |  |

| Holbæk 10 maggio 1975 | Danimarca | 1 – 1 | Romania |  |

| Pitești 31 maggio 1975 | Romania | 1 – 2 | Scozia |  |

| Frederikshavn 2 settembre 1975 | Danimarca | 0 – 1 | Scozia |  |

| Edimburgo 28 ottobre 1975 | Scozia | 4 – 1 | Danimarca |  |

| Falkirk 16 dicembre 1975 | Scozia | 4 – 0 | Romania |  |

### Gruppo 5
| Squadra     | P.ti | G | V | N | P | GF | GS | DR  |
| ----------- | ---- | - | - | - | - | -- | -- | --- |
| Paesi Bassi | 7    | 4 | 3 | 1 | 0 | 10 | 3  | +7  |
| Italia      | 5    | 4 | 2 | 1 | 1 | 9  | 6  | +3  |
| Finlandia   | 0    | 4 | 0 | 0 | 4 | 2  | 12 | -10 |

| Deventer 25 settembre 1974 | Paesi Bassi | 3 – 0 | Finlandia |  |

| 's-Hertogenbosch 19 novembre 1974 | Paesi Bassi | 3 – 2 | Italia |  |

| Pescara 5 giugno 1975 | Italia | 3 – 0 | Finlandia |  |

| Kokkola 3 settembre 1975 | Finlandia | 0 – 3 | Paesi Bassi |  |

| Helsinki 28 settembre 1975 | Finlandia | 2 – 3 | Italia |  |

| Roma 14 gennaio 1976 | Italia | 1 – 1 | Paesi Bassi |  |

### Gruppo 6
| Ankara 2 aprile 1975 | Turchia | 2 – 1 | Unione Sovietica |  |

| Tashkent 23 novembre 1975 | Unione Sovietica | 3 – 0 | Turchia |  |

Si qualifica l'Unione Sovietica (4-2).

### Gruppo 7
| Squadra      | P.ti | G | V | N | P | GF | GS | DR |
| ------------ | ---- | - | - | - | - | -- | -- | -- |
| Francia      | 5    | 4 | 2 | 1 | 1 | 6  | 5  | +1 |
| Germania Est | 4    | 4 | 1 | 2 | 1 | 4  | 4  | 0  |
| Belgio       | 3    | 4 | 1 | 1 | 2 | 4  | 5  | -1 |

| Grenoble 13 ottobre 1974 | Francia | 1 – 0 | Belgio |  |

| Erfurt 16 novembre 1974 | Germania Est | 1 – 1 | Francia |  |

| Liegi 7 dicembre 1974 | Belgio | 0 – 0 | Germania Est |  |

| Magdeburgo 27 settembre 1975 | Germania Est | 1 – 2 | Belgio |  |

| Poitiers 11 ottobre 1975 | Francia | 1 – 2 | Germania Est |  |

| La Louvière 15 novembre 1975 | Belgio | 2 – 3 | Francia |  |

### Gruppo 8
| Squadra  | P.ti | G | V | N | P | GF | GS | DR |
| -------- | ---- | - | - | - | - | -- | -- | -- |
| Bulgaria | 6    | 4 | 3 | 0 | 1 | 6  | 3  | +3 |
| Polonia  | 4    | 4 | 2 | 0 | 2 | 7  | 5  | +2 |
| Grecia   | 2    | 4 | 1 | 0 | 3 | 4  | 9  | -5 |

| Salonicco 13 ottobre 1974 | Grecia | 0 – 2 | Bulgaria |  |

| Pernik 18 dicembre 1974 | Bulgaria | 2 – 1 | Grecia |  |

| Mielec 3 settembre 1975 | Polonia | 2 – 1 | Bulgaria |  |

| Stettino 15 ottobre 1975 | Polonia | 4 – 1 | Grecia |  |

| Patrasso 29 ottobre 1975 | Grecia | 2 – 1 | Polonia |  |

| Haskovo 19 novembre 1975 | Bulgaria | 1 – 0 | Polonia |  |